# SZK–6 Kolosz

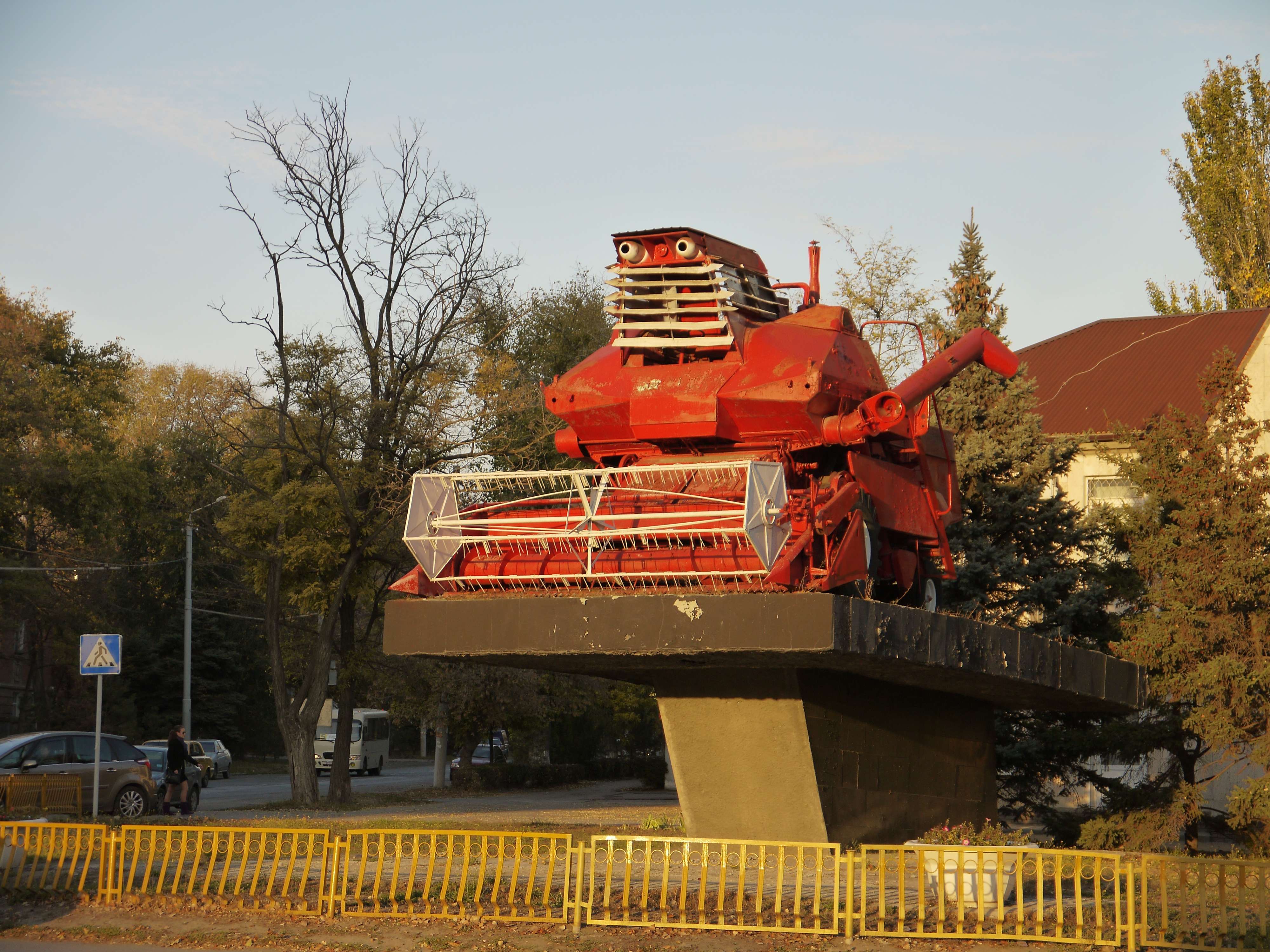
Az első sorozatgyártású SZK–6 kombájn Taganrogban kiállítva

Az SZK–6 Kolosz (oroszul: Колос, magyar jelentése: kalász) szovjet gabonakombájn. A különféle szemes termények betakarítására alkalmazható önjáró gépet 1971-től gyártotta a Taganrogi Kombájngyár (TKZ). 

## Története és jellemzői
A kombájnt a Taganrogi Kombájngyár Hanaan Izakszon vezette tervezőirodájában fejlesztették ki az 1960-as évek végén. A kombájn már nem az SZK–4 és SZK–5 kombájnok továbbfejlesztése volt, hanem egy teljesen új konstrukció. Egy- és kétcséplődobos változatát tervezték. A kétcséplődobos változatát 1971-től gyártották SZK–6–II típusjelzéssel. Az egycséplődobos változat sorozatgyártása csak később, 1973-ban indult el.
A kombájn jellegzetessége a két külön gabonatartály volt, amelyek a középen elhelyezett vezetőfülke két oldalán helyezkednek el. A kombájn betakarítóképessége 8–10 t/h volt, ami lényegesen magasabb volt a korábbi típusokénál.
Többféle változatban is gyártották. Készült gumikerekes, féllánctalpas és lánctalpas futóművel is. 
A vágóasztala szerkezetileg megegyezett az SZK–5 Nyiva kombájnéval, de három méretben, 5, 6 és 7 m szélességben is készült. A vágóberendezés képes volt a felszínt hossz- és keresztirányban is követni. Az alapkivitelű gabonavágó szerkezet mellett készültek hozzá kukoricatörő, szójabetakarító és napraforgóbetakarító adapterek is.
Az egy cséplődobos változat tömege 5 m-es vágóasztallal 8245 kg, a kétcséplődobos változat tömege 9455 kg. Utazósebessége 18,7 km/h, munkasebessége 1,04–7,4 km/h. A kombájnt egy 150 LE-s SZMD–64 típusú, a T–150K traktorokban is alkalmazott hathengeres, V6-os hengerelrendezésű turbófeltöltős dízelmotor hajtotta. Üzemanyagtartálya 300 literes. A légkondicionált vezetőfülke az SZK–5-ön is alkalmazotthoz hasonló. A fülke fényárnyékoló lemezei jellegzetes megjelenést biztosítottak.
A kombájn Magyarországon először 1973-ban volt látható az Agromasexpón. Az első példányok 1974-ben érkeztek Magyarországra, emellett néhány rizskombájn változat is került az országba. Az alacsony megbízhatóság miatt (a kétcséplődobos szerkezet nedves gabona esetén hajlamos volt az eltömődésre) nem volt kedvelt típus. Magyarországra csak 1978-ig szállították, addig több mint 1150 db érkezett. A magyar importőr később inkább a nagyteljesítményű NDK-s Fortschritt kombájnok importja mellett döntött.

## Típusváltozatok
- SZK–6–II – kétcséplődobos változat, amelyet 1971–1984 között gyártottak
- SZKPR–6 – féllánctalpas futóművel ellátott rizskombájn, 1971–1979 között gyártották
- SZKGD–6 – lánctalpas futóművel felszerelt rizskombájn, az SZKPR–6 teljes lánctalpas változata, melyet 1980-tól gyártottak
- SZKG–6 – lánctalpas futóművel felszerelt változat
- SZK–6A – egy cséplődobos változat, melyet 1985-től gyártottak